# Stromkovice
Stromkovice je vesnice, část města Jablonec nad Jizerou v okrese Semily. Nachází se asi čtyři kilometry východně od Jablonce nad Jizerou.
Stromkovice je také název katastrálního území o rozloze 1,31 km².

## Historie
První písemná zmínka o vesnici pochází z roku 1698.

## Pamětihodnosti
- stavby západokrkonošské lidové architektury
- kaple Panny Marie, ke které vede Křížová cesta (leží však již na katastru sousední vsi Horní Dušnice)